# Верхняя Валса
Верхняя Валса (Верхняя Валс) — река в России, протекает по Республике Коми. Устье реки находится в 91 км по левому берегу реки Мыла. Длина реки составляет 61 км.

## Притоки
- Мельничный (пр)
- Путичный (пр)
- 12 км: Ямозерская (пр)
- 13 км: Березовая (лв)
- Малая Северная (лв)
- Большая Северная (лв)

## Данные водного реестра
По данным государственного водного реестра России относится к Двинско-Печорскому бассейновому округу, водохозяйственный участок реки — Печора от водомерного поста Усть-Цильма и до устья, речной подбассейн реки — бассейны притоков Печоры ниже впадения Усы. Речной бассейн реки — Печора.
Код объекта в государственном водном реестре — 03050300212103000079769.